# Garforth
Garforth – miasto w północnej Anglii (Wielka Brytania), w hrabstwie West Yorkshire. Miasto liczy około 15 000 mieszkańców.